# درخشندگی

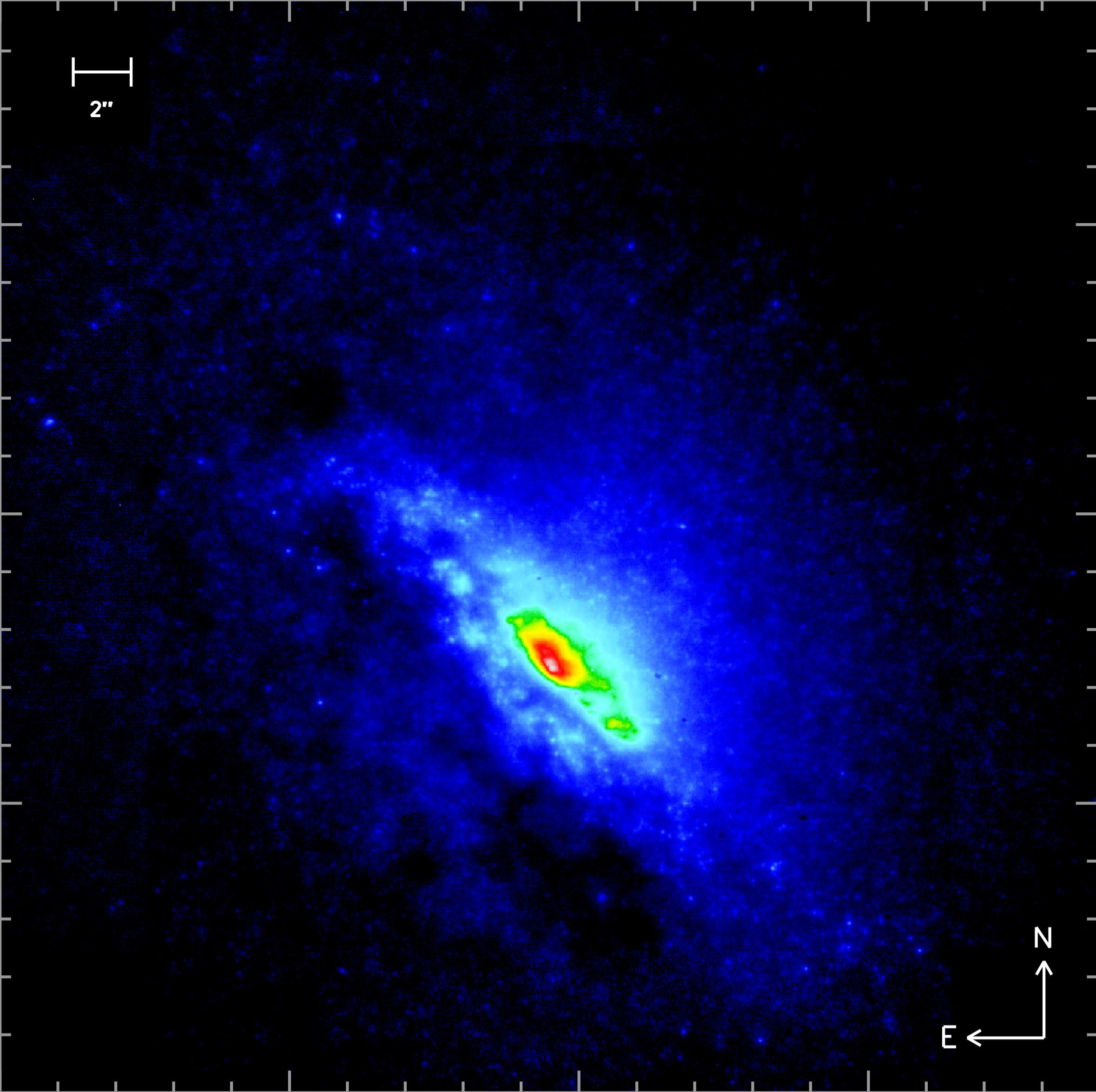

درخشندگی یا توان تابشی (به انگلیسی: luminosity) اندازهٔ کل روشنایی جسم آسمانی است. جنس درخشندگی از توان است و واحدش وات می‌باشد.

## ضابطه‌ها

### توان تابشی و شار
شار تابشی، درخشندگیِ یکای مساحت جسم است، پس میانشان این رابطه برقرار است:
{\displaystyle F={\frac {L}{A}}}
که F شار تابشی و A مساحت تابنده است. نیز می‌توان F را شار دریافتی (روشنایی، مقدار تابش رسیده به یکای سطح در فاصله‌ای معین) و A را مساحت گویی که جسم سیاه در فاصلهٔ معین روشن کرده دانست. هر دو مقدار یک جواب به دست می‌دهد.
چون مساحت گوی از رابطهٔ S=A=۴πr2 به دست می‌آید، این رابطه برمی‌آید. توجه کنید که این‌جا مساحت کرهٔ روشن‌شده را به دست آوردیم (r)، نه جسم سیاه (R) را.
{\displaystyle F={\frac {L}{4\pi r^{2}}}\,}
پس درخشندگی ستاره از این رابطه پیدا می‌شود:
{\displaystyle L=4\pi R^{2}\sigma T^{4}\,}
که R شعاع جسم سیاه (ستاره)، σ ثابت استیون-بولتزمن و T دمایش است.
از بخش این رابطه بر رابطهٔ درخشندگی خورشید، این رابطه دست می‌دهد:
{\displaystyle {\frac {L}{L_{\odot }}}={\left({\frac {R}{R_{\odot }}}\right)}^{2}{\left({\frac {T}{T_{\odot }}}\right)}^{4}}
که دربارهٔ ستارگان رشتهٔ اصلی این رابطه برقرار است:
{\displaystyle {\frac {L}{L_{\odot }}}\sim {\left({\frac {M}{M_{\odot }}}\right)}^{3.9}}
M جرم جسم سیاه است.

### درخشندگی وقدر[۷]
رابطهٔ قدر ظاهری ستارگان نیز تابعی لگاریتمی است و از این معادله به دست می‌آید:
{\displaystyle m_{\rm {star}}=m_{\rm {sun}}-2.5\log _{10}\left({L_{\rm {star}} \over L_{\odot }}\cdot \left({\frac {d_{\rm {sun}}}{d_{\rm {star}}}}\right)^{2}\right)}
که در آن msun قدر ظاهری خورشید و mstar [قدر ظاهری]] ستاره است. L☉ درخشندگی خورشید و Lstar درخشندگی ستاره است. d نیز فاصله می‌باشد. حالا اگر در زمین باشیم، رابطه را می‌توان این‌گونه بازنوشت:
{\displaystyle m_{\rm {star}}=m_{\odot }-2.5\log _{10}\left({L_{\rm {star}} \over L_{\odot }}\cdot \left({\frac {1}{d_{\rm {star}}}}\right)^{2}\right)}
اگر فاصله را برحسب واحد نجومی حساب کنیم.
اختلاف قدر مطلق و درخشندگی دو درخشنده چنین است:
{\displaystyle M_{1}-M_{2}=-2.5\log _{10}{\frac {L_{1}}{L_{2}}}}
{\displaystyle {\frac {L_{1}}{L_{2}}}=10^{(M_{2}-M_{1})/2.5}}
M قدر مطلق است.